# جام خیریه انگلستان ۱۹۸۲
 جام خیریه انگلستان ۱۹۸۲ ، ۶۰امین رقابت سالانه مابین قهرمانان لیگ دسته اول فوتبال انگلستان و جام حذفی فوتبال انگلستان است.
این مسابقه در تاریخ ۲۱ آگوست ۱۹۸۲ مابین تیم‌های تاتنهام و لیورپول در ورزشگاه ومبلی لندن برگزار شده‌است.
تیم لیورپول در این مسابقه با نتیجه یک بر صفر به پیروزی رسید.

## جزئیات مسابقه
| تاتنهام | ۰ – ۱ | لیورپول    |
| ------- | ----- | ---------- |
|         |       | رابسون ۳۲' |